# Ленточка Ленинградской Победы

Изображение, используемое в акции «Ленточка Ленинградской Победы»

«Ленточка Ленинградской Победы» — некоммерческая и неполитическая акция по распространению символических ленточек, проходившая в 2009,  2014, 2019 и 2024 годах, посвящённая празднованию годовщины полного освобождения Ленинграда от нацистской блокады в годы Великой Отечественной войны.
Ленточка, распространяемая в рамках акции — это небольшая полоска ткани двух цветов: оливкового и зелёного. Оливковый цвет ленточки символизирует Победу, а зелёный — цвет жизни. Они также повторяют цвета колодки медали «За оборону Ленинграда» — главной награды блокадников.
Идея провести акцию возникла благодаря успеху в стране и в Санкт-Петербурге акции «Георгиевская ленточка».
Проводится правительством Санкт-Петербурга «В память о подвиге Ленинграда и его защитниках».
Впервые акция стартовала 18 января 2009 года и проходила в рамках общегородских мероприятий по подготовке и проведению празднования 65-й годовщины полного освобождения Ленинграда от нацистской блокады в годы Великой Отечественной войны.
Повторно акция стартовала в полдень 20 января 2014 года на Невском проспекте у канала Грибоедова и проходила по 27 января включительно в рамках общегородских мероприятий, посвященных 70-й годовщине полного освобождения Ленинграда от нацистской блокады в годы Великой Отечественной войны 1941—1945 годов.

## История

### 2009
За время проведения акции организаторы распространили в Петербурге 1 миллион экземпляров «Ленточки Ленинградской Победы».
Желающие принять участие в акции, могли бесплатно получить ленточки 26 и 27 января в отделениях Сбербанка, в отделениях почтовой связи, и на двенадцати центральных станциях метрополитена.
Ленточки вручались также всем участникам следующих общегородских праздничных мероприятий:
- 26 января, 17:30 — городской студенческий праздник «Татьянин День» (СКК «Петербургский»);
- 26 января — заключительный концерт 5-го международного смотра-конкурса патриотической песни «Славься, Отечество» (БКЗ «Октябрьский»);
- 27 января — праздничный концерт, посвященный 65-й годовщине полного освобождения Ленинграда от нацистской блокады в годы Великой Отечественной войны (Ледовый дворец).

Каждая ленточка обошлась бюджету Санкт-Петербурга в 3,5 рубля, таким образом всего на их изготовление было потрачено 3,5 млн рублей.

### 2014
Во все дни проведения акции с 20 по 27 января, Ленточки Ленинградской Победы распространялись волонтерами на всех станциях метрополитена с 17:30 до 19:30. Также ленточки бесплатно распространялись через администрации районов Петербурга, в школах, в общественных, молодёжных и ветеранских организациях, в отделениях Сбербанка, в отделениях почтовой связи, в центрах приема платежей «Петроэлектросбыт» и в районных многофункциональных центрах по оказанию государственных услуг Петербурга.
Городским комитетом по печати и взаимодействию со СМИ, который выступил координатором акции, было обеспечено производство 2 миллиона памятных ленточек. Бюджетом Петербурга на проведение акции в 2014 году было предусмотрено 3,92 млн рублей.